# Шарипова, Замзагуль Нусипбаевна
Замзагуль Нусипбаевна Шарипова (каз. Зәмзәгүл Нүсіпбайқызы Шәріпова; 31 мая 1931, Жамбылский район, Алма-Атинская область, Казахская ССР, СССР — 14 июля 2018, Алма-Ата, Казахстан) — советская казахская актриса театра и кино, педагог. Народная артистка Казахской ССР (1966). Заслуженная артистка Казахской ССР (1959). Кавалер Ордена «Отан» (2005).

## Биография
Родилась 31 мая 1931 году.
Окончила Алма-Атинское театральное училище.
С 1953 года — актриса Казахский государственный академический театр драмы имени М. О. Ауэзова. На его сцене она сыграла более 100 ролей. Среди которых такие запоминающиеся, как: Айман («Айман-Шолпан» М.Ауэзова), Актокты («Ахан Серэ-Актокты» Г.Мусрепова), Карлыгаш(«Абай» М.Ауэзова), Айжан («Шокан Валиханов» С.Муканова).
Ушла из жизни в Алма-Ате 14 июля 2018 года после продолжительной болезни. Похоронена в Алма-Ате.

## Творчество
Замзагуль Шарипова узнаваема и как киноактриса («Дочь степей», «Мы здесь живем», «Дорога жизни»), а её голос хорошо известен в каждом уголке нашей страны. Она долго работала на казахском радио и донесла до многих слушателей поэзию Абая, М. Жумабаева, С. Сейфуллина, Жамбыла. Кроме того, дублировала много кинокартин, а казахстанские дети знают её как Замзагуль аже, которая рассказывает по радио сказки.
Много работала по дубляжу фильмов на казахский язык.
Мукагали Макатаев посвящал ей стихи, а Мухтар Ауэзов назвал лучшей Карагоз (пьеса «Карагоз», М. Ауэзов). «Это не Замзам (священный источник в Мекке), это — настоящий каусар» (опьяняющая вода) — говорил про актрису писатель. Коллеги актрисы называют её «народной» во всех отношениях. Как в искусстве, так и в жизни.

## Фильмография
- 1954 — «Дочь степей»
- 1956 — «Мы здесь живём»
- 1959 — «Дорога жизни»
- 1965 — «Чинара на скале»
- 1967 — «Почему у ласточки хвост рожками» (анимационный, озвучивание)
- 1998 — «Заманай»
- 2005 — «Безвинный грех»

## Награды
- Почетные грамоты Верховного Совета Казахской ССР
- 1959 — Заслуженная артистка Казахской ССР
- 1959 — Орден «Знак Почёта» — за выдающиеся заслуги в развитии казахского искусства и литературы и в связи с декадой казахского искусства и литературы в гор. Москве
- 1966 — Народная артистка Казахской ССР
- 1981 — Орден Дружбы народов
- 2005 — Орден Отан — за выдающийся вклад в развитие отечественного театрального искусства[5]